# ABA Liga 2009-10
La ABA Liga 2009-10 fue la novena edición de la ABA Liga, competición que reunió a 14 equipos de Serbia, Croacia, Eslovenia, Montenegro y Bosnia Herzegovina. El campeón fue, por cuarta ocasión consecutiva, el equipo serbio del KK Partizan.

## Equipos participantes
| Serbia               | 5 |                  |               |                                         |
| Serbia               | 5 | Partizan         | Belgrado      | Pionir Hall (8,150)                     |
| Serbia               | 5 | Hemofarm STADA   | Vršac         | Millennium Center (5,000)               |
| Serbia               | 5 | Crvena zvezda    | Belgrado      | Pionir Hall (8,150)                     |
| Serbia               | 5 | FMP              | Belgrade      | Železnik Hall (3,000)                   |
| Serbia               | 5 | Radnički         | Kragujevac    | Hala Jezero (5,320)                     |
| Croacia              | 4 |                  |               |                                         |
| Croacia              | 4 | Cibona           | Zagreb        | Dražen Petrović Basketball Hall (5,400) |
| Croacia              | 4 | Zadar            | Zadar         | Krešimir Ćosić Hall (9,200)             |
| Croacia              | 4 | Zagreb CO        | Zagreb        | Trnsko (2,000)                          |
| Croacia              | 4 | Cedevita         | Zagreb        | Sutinska vrela (2,000)                  |
| Eslovenia            | 2 |                  |               |                                         |
| Eslovenia            | 2 | Union Olimpija   | Ljubljana     | Hala Tivoli (6,000)                     |
| Eslovenia            | 2 | Helios           | Domžale       | Dvorana Komunalnega centra (2,180)      |
| Bosnia y Herzegovina | 2 |                  |               |                                         |
| Bosnia y Herzegovina | 2 | Bosna ASA BHT    | Sarajevo      | Dvorana Mirza Delibašić (6,500)         |
| Bosnia y Herzegovina | 2 | Široki HT Eronet | Široki Brijeg | "Pecara" (4,500)                        |
| Montenegro           | 1 |                  |               |                                         |
| Montenegro           | 1 | Budućnost m:tel  | Podgorica     | Morača Sports Center (4,570)            |

## Temporada regular

### Clasificación
|    | Equipo           | Pos | G  | P  | PF   | PC   | Dif  | Pts. |
| -- | ---------------- | --- | -- | -- | ---- | ---- | ---- | ---- |
| 1  | Cibona           | 26  | 20 | 6  | 2038 | 1802 | 236  | 46   |
| 2  | Partizan         | 26  | 20 | 6  | 2021 | 1842 | 179  | 46   |
| 3  | Hemofarm STADA   | 26  | 17 | 9  | 2059 | 1912 | 147  | 43   |
| 4  | Union Olimpija   | 26  | 15 | 11 | 2004 | 1875 | 129  | 41   |
| 5  | Budućnost m:tel  | 26  | 15 | 11 | 1964 | 1876 | 88   | 41   |
| 6  | Zagreb CO        | 26  | 14 | 12 | 2054 | 2076 | -22  | 40   |
| 7  | Cedevita         | 26  | 13 | 13 | 2037 | 2097 | -60  | 39   |
| 8  | Zadar            | 26  | 13 | 13 | 2118 | 1960 | 158  | 39   |
| 9  | Crvena zvezda    | 26  | 11 | 15 | 2069 | 2012 | 57   | 37   |
| 10 | Široki HT Eronet | 26  | 11 | 15 | 1949 | 2013 | -64  | 37   |
| 11 | Radnički         | 26  | 11 | 15 | 1826 | 2008 | -182 | 37   |
| 12 | FMP              | 26  | 10 | 16 | 1965 | 2055 | -90  | 36   |
| 13 | Bosna ASA BHT    | 26  | 6  | 20 | 1778 | 2053 | -275 | 32   |
| 14 | Helios           | 26  | 6  | 20 | 1756 | 2057 | -301 | 32   |

## Final four
Partidos jugados en el  Arena Zagreb de Zagreb, Croacia
|  | Semifinales | Semifinales    | Semifinales |          |         | Final       | Final       | Final       |  |
|  | 23 de abril | 23 de abril    | 23 de abril |          |         | 25 de abril | 25 de abril | 25 de abril |  |
|  |             |                |             |          |         |             |             |             |  |
|  |             |                |             |          |         |             |             |             |  |
|  | 1           | Cibona         | 78          |          |         |             |             |             |  |
|  | 1           | Cibona         | 78          |          |         |             |             |             |  |
|  | 4           | Union Olimpija | 73          |          |         |             |             |             |  |
|  | 4           | Union Olimpija | 73          |          | 1       | Cibona      | 74          |             |  |
|  |             |                |             |          | 1       | Cibona      | 74          |             |  |
|  |             |                | 2           | Partizan | 75 (OT) |             |             |             |  |
|  | 2           | Partizan       | 2           | Partizan | 75 (OT) | 72          |             |             |  |
|  | 2           | Partizan       |             |          |         | 72          |             |             |  |
|  | 3           | Hemofarm STADA | 67          |          |         |             |             |             |  |
|  | 3           | Hemofarm STADA | 67          |          |         |             |             |             |  |
|  |             |                |             |          |         |             |             |             |  |

### Semifinales

#### Partizan vs. Hemofarm STADA
| 23 de abril | Partizan                                                    | 72–67                                 | Hemofarm STADA                                          | |  |
| 17:15 CET   | Parciales: 14-18, 26-16, 12-12, 20-21                       | Parciales: 14-18, 26-16, 12-12, 20-21 | Parciales: 14-18, 26-16, 12-12, 20-21                   | |  |
|             | Estadísticas Roberts 16 Roberts 11 Božić, Marić, McCalebb 2 | Reporte Pts Reb Asts                  | Estadísticas Mačvan 16 Marjanović 9 Marković, Borisov 2 | Pabellón: Arena Zagreb, Zagreb Asistencia: - espectadores Árbitros: Srđan Dožai (CRO), Siniša Herceg (CRO), Saša Maričić (SRB) |  |

#### Cibona vs. Union Olimpija
| 23 de abril | Cibona                                        | 78–73                                | Union Olimpija                                              | |  |
| 20:15 CET   | Parciales: 26-18, 22-26, 18-8, 12-21          | Parciales: 26-18, 22-26, 18-8, 12-21 | Parciales: 26-18, 22-26, 18-8, 12-21                        | |  |
|             | Estadísticas Gordon 23 Bogdanović 10 Gordon 5 | Reporte Pts Reb Asts                 | Estadísticas Klobučar 19 Klobučar, Aleksandrov 6 Ilievski 3 | Pabellón: Arena Zagreb, Zagreb Asistencia: 13,000 espectadores Árbitros: Ilija Belošević (SRB), Milivoje Jovčić (SRB), Milija Vojinović (SRB) |  |

### Final
| 25 de abril | Cibona                                                 | 74–75                                               | Partizan                                            | |  |
| 17:15 CET   | Parciales: 14-15, 17-16, 13-13, 16-16 (T.E.: 14-15)    | Parciales: 14-15, 17-16, 13-13, 16-16 (T.E.: 14-15) | Parciales: 14-15, 17-16, 13-13, 16-16 (T.E.: 14-15) | |  |
|             | Estadísticas Gordon, Tomas 31 Gordon, Andrić 5 Tomas 3 | Reporte Pts Reb Asts                                | Estadísticas Marić 14 Roberts 14 Veselý 3           | Pabellón: Arena Zagreb, Zagreb Asistencia: 16,200 espectadores Árbitros: Sašo Pukl (SLO), Matej Boltauzer (SLO), Damir Javor (SLO) |  |

| Campeón de la Liga ABA 2009–10 |
| ------------------------------ |
| Partizan 4º título             |

## Líderes estadísticos
Al término de la temporada regular.

### Valoración
| Pos | Nombre           | Equipo   | Partidos | Valoración | PIR   |
| --- | ---------------- | -------- | -------- | ---------- | ----- |
| 1.  | Chester Mason    | Široki   | 499      | 25         | 19,96 |
| 2.  | Milan Mačvan     | Hemofarm | 436      | 24         | 18,17 |
| 3.  | Aleksandar Marić | Partizan | 394      | 22         | 17,91 |
| 4.  | Andrija Žižić    | Cedevita | 445      | 25         | 17,80 |
| 5.  | Luka Žorić       | Zagreb   | 461      | 26         | 17,73 |

### Puntos
| Pos | Nombre             | Equipo   | Games | Puntos | PPP   |
| --- | ------------------ | -------- | ----- | ------ | ----- |
| 1.  | Andrija Žižić      | Cedevita | 428   | 25     | 17,12 |
| 2.  | Damir Mulaomerović | Zagreb   | 352   | 21     | 16,76 |
| 3.  | Marko Tomas        | Cibona   | 429   | 28     | 15,32 |
| 4.  | Milan Mačvan       | Hemofarm | 350   | 24     | 14,58 |
| 5.  | Jamont Gordon      | Cibona   | 403   | 28     | 14,39 |

### Rebotes
| Pos | Nombre           | Equipo   | Partidos | Rebotes | RPP  |
| --- | ---------------- | -------- | -------- | ------- | ---- |
| 1.  | Chester Mason    | Široki   | 202      | 25      | 8,08 |
| 2.  | Aleksandar Marić | Partizan | 165      | 22      | 7,50 |
| 3.  | Lawrence Roberts | Partizan | 182      | 26      | 7,00 |
| 4.  | Tomislav Ružić   | Zadar    | 173      | 26      | 6,73 |
| 5.  | Luka Žorić       | Zagreb   | 173      | 26      | 6,65 |

### Asistencias
| Pos | Nombre             | Equipo   | Partidos | Asistencias | APP  |
| --- | ------------------ | -------- | -------- | ----------- | ---- |
| 1.  | Feliks Kojadinović | Bosna    | 122      | 21          | 5,81 |
| 2.  | Jure Močnik        | Helios   | 122      | 22          | 5,55 |
| 3.  | Stefan Marković    | Hemofarm | 117      | 25          | 4,68 |
| 4.  | Chester Mason      | Široki   | 116      | 25          | 4,64 |
| 5.  | Jamont Gordon      | Cibona   | 128      | 28          | 4,57 |

Fuente: ABA League Individual Statistics 